# NGC 4036
في الفهرس العام الجديد NGC 4036 هي مجرة محدبة تقع في كوكبة الدب الأكبر القطبية. في أطلس كارنيجي للمجرات، توصف بأنها " تتميز بنمط غير منتظم من ممرات الغبار تشق طريقها خلال القرص في نمط حلزوني " بدائي " يشير إلى شكل مختلط من النوع S0/Sa . تقع بالقرب من مجمة الدب الأكبر قليلا إلى الشمال من منتصف الطريق بين نجوم الدبة والمغرز. مع قدرها الظاهري 10.7، فإنه يمكن مشاهدتها خافتة باستخدام مقراب بفتحة 4 في (10 سم).
الأبعاد الظاهرية لهذه المجرة هي 2.703 × 1.027 دقيقة قوسية، مع المحور الرئيسي وجود زاوية موضع 85 درجة. يتم النظر إلى المجرة تقريبا مع ميل من 18 درجة إلى خط البصر من الأرض. تتحرك بعيدا عنا مع سرعة شعاعية مركزية من الشمس 1,445 كم / ثانية. إن اللمعان البصري المقدر للمجرة هو 4.2×1010 كتلة شمسية، أو 42 مليون مرة من سطوع الشمس. تظهر الصور الفوتوغرافية نمط لولبي محكم بقرص المجرة، مع ثلاث ممرات غبار من الجانب الجنوبي من المجرة وتبدو باهتة بسبب تكوين الغبار. كتلة الغاز الحر والغبار في المجرة حوالي 1.7×109 كتلة شمسية و 4.4×105 كتلة شمسية، على التوالي، مع حوالي 7×104 من الغاز في حالة متأينة.
هذا النوع من المجرة النشطة تعرف باسم لينر (منطقة خط أنبعاثات نووي منخفض التأين)، مما يعني أنها تظهر خط طيفي بلازما (فيزياء) متأين في منطقة النواة. كيميائيا، النجوم في وسط النواة لديها معدنية (فلك) أعلى مما كانت عليه في المناطق المجاورة. ويبدو أن هناك قرص مائل من النجوم تدور حول نواة داخل دائرة نصف قطرها 820 سنة ضوئية (250 فرسخ فلكي). تظهر حوصلة المجرة نفسها مع الغاز المتأين وتتركز بالقرب من وسط هذه المنطقة. صور المجرة مع تلسكوب الفضاء هابل تظهر قرص من الغبار على جميع جوانب النواة، يبدو أن بقايا من مخروط التأين تذهب بعيدا بسرعة 4 ثوان قوسية إلى الشمال الشرقي. هذه الخصائص شائعة في مجرات زايفرت.
في 23 يوليو 2007 تم اكتشاف مستعر أعظم من النوع La بواسطة كويتشي إيتاغاكي بالقرب من الانتفاخ لهذه المجرة. وصلت إلى ذروتها في 14 أغسطس ثم انخفض باطراد في السطوع بعد ذلك. وشملت المواد التي تم تحديدها في الطيف السيليكون والكالسيوم والكبريت تتحرك نحو الخارج بسرعات تبلغ حوالي 15,500 كم / ثانية. هذه السرعة أعلى بنسبة 50٪ من ما لوحظ عادة مع المستعرات الأعظمية من هذا النوع.
NGC 4036 عضو في مجموعة التجمع المجري 266 LGG جنبا إلى جنب مع NGC 4041،
IC 758 , UGC 7009 و UGC 7019. ويبعد فقط 17 دقيقة قوسية من NGC 4041، وهما زوج مع فصل متوقع من حوالي 470 مليون سنة ضوئية (143 مليون فرسخ فلكي).

## وصلات خارجية
- NGC 4036 على موقع ويكي سكاي: DSS2, SDSS, GALEX, IRAS, Hydrogen α, X-Ray, Astrophoto, Sky Map, Articles and images